# Święta Katarzyna Aleksandryjska
Święta Katarzyna Aleksandryjska – obraz olejny namalowany przez Rafaela ok. 1507 lub w 1508 roku. Od 1839 roku obraz znajduje się w zbiorach National Gallery w Londynie. 
Obraz przedstawia św. Katarzynę Aleksandryjską. Zgodnie z przyjętą ikonografią święta została ukazana z kołem zębatym, którym według legendy miała być torturowana przez cesarza Maksencjusza za przejście na chrześcijaństwo. Na obrazie zabrakło jednak innych atrybutów jej męczeństwa: miecza, gałązki palmowej, księgi, korony. Święta Katarzyna sprawia wrażenie pogrążonej w ekstazie. składa na sercu dłoń, kieruje swój wzrok ku niebu, na jej ustach jest dostrzegalne zaskoczenie. Jej układ rąk odznacza się pewną zmysłowością. Święta jest ukazana na tle spokojnego wiejskiego krajobrazu, od którego wyraźnie się odcina. Spowite mgiełką złote światło reprezentuje nadprzyrodzoną moc bądź boską obecność. Gama barw ogranicza się do czerwieni, żółci, błękitu, zieleni i brązu. Francuski historyk sztuki André Chastel stwierdził, że na obrazie Rafael ukazał doznanie radości obcowania z Bogiem.
Na obrazie dostrzegalne są wpływy Perugina, Leonarda da Vinci i Michała Anioła oraz malarstwa północnoeuropejskiego. Ujęcie sylwetki na kształt figura serpentinata przypomina sposób ukazania postaci na rzeźbie Święty Mateusz Michała Anioła i obrazie Leda z łabędziem Leonarda da Vinci. Na partiach opracowania draperii, nasycenia barw i klarowności konturu można dostrzec wpływy Perugina. Sposób namalowania roślin przypomina twórczość malarzy z Europy Północnej.
Niewiele wiadomo o historii obrazu. Nieznany jest zleceniodawca dzieła, zdaniem historyk sztuki Luby Ristujcziny była to osoba prywatna. Prawdopodobnie ok. XVI wieku obraz należał do humanisty Pietra Aretina, o czym może świadczyć jego list skierowany do mediolańskiego bankiera Giovanniego Agostina d’Addy. Potwierdzonym jest, że w późniejszych latach obraz należał do Scypiona Borghese, a następnie za sprawą Alexandra Daya trafiło do Wielkiej Brytanii.
W paryskim Luwrze znajduje się szkic do obrazu.